# Fontäne Halle

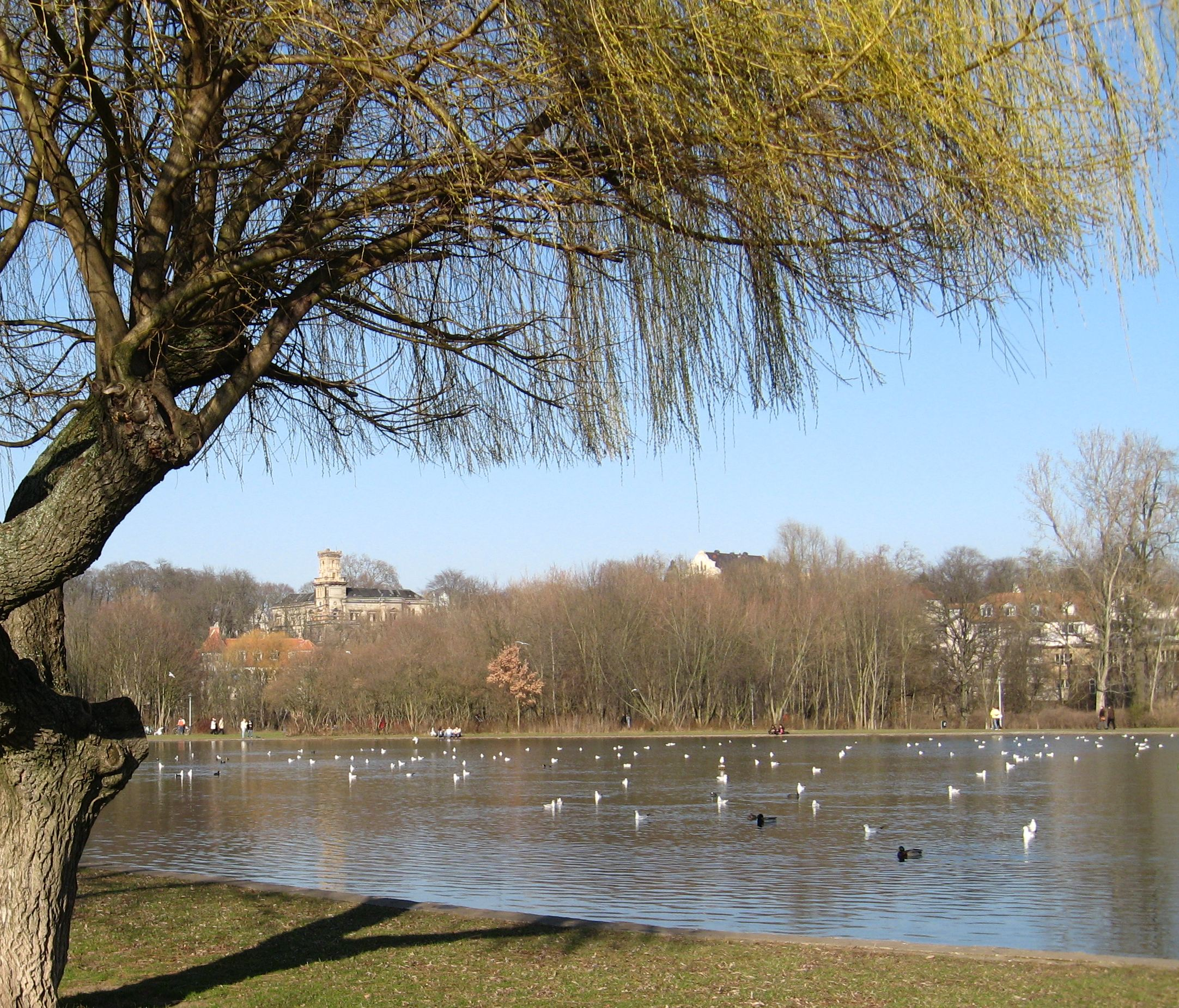
Fontänenteich auf der Ziegelwiese

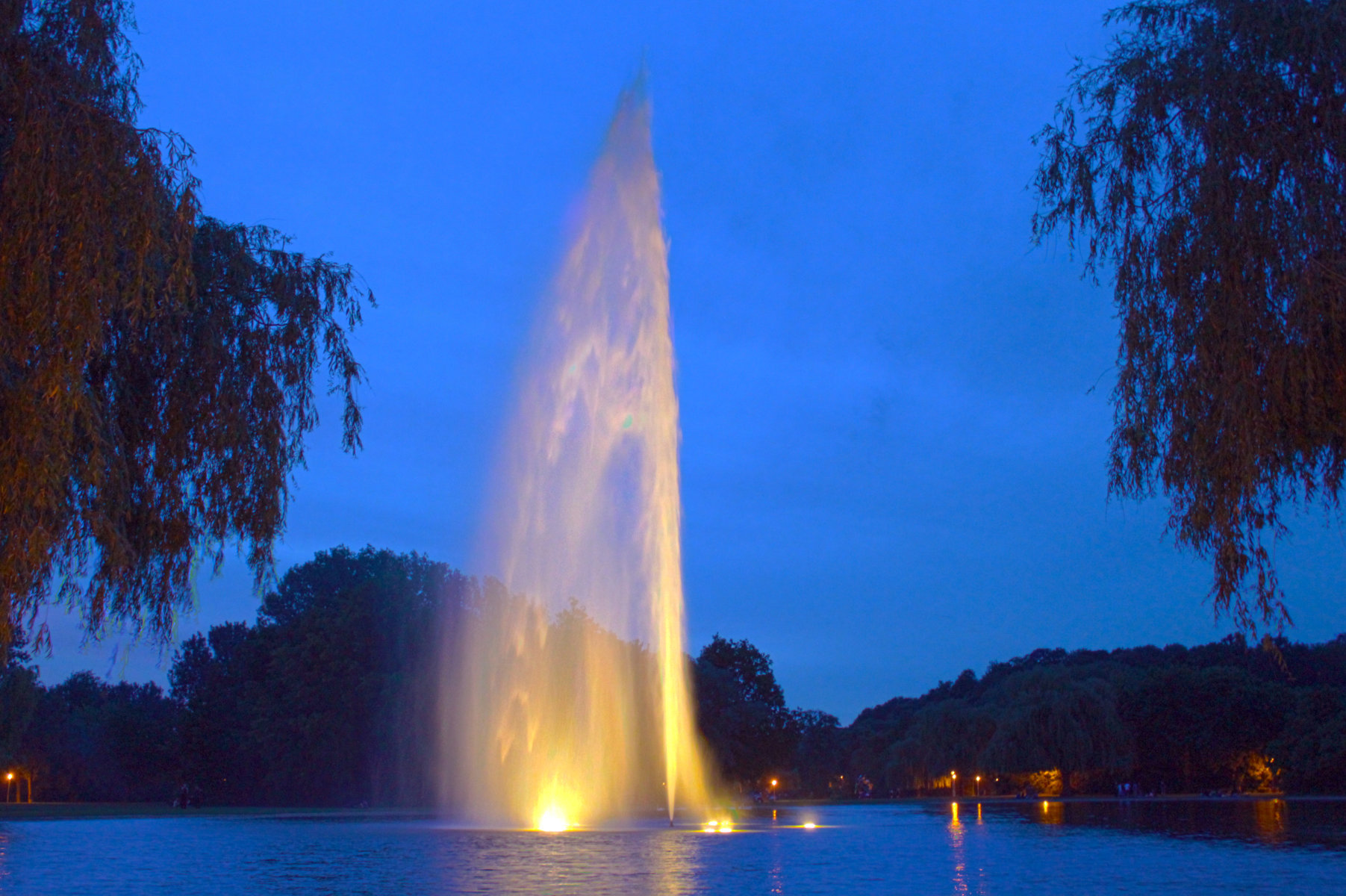
Fontäne Halle (Saale) auf der Ziegelwiese in Halle an der Saale

Die Fontäne Halle befindet sich auf der Ziegelwiese, einer westlich von der Saale und östlich vom Mühlgraben umflossenen Binneninsel, gelegen im Stadtteil Saaleaue der Stadt Halle (Saale). Sie ist die dritthöchste in Europa.
Die Fontäne wurde 1968 anlässlich der 10. Arbeiterfestspiele der DDR, die vom 14. bis 16. Juni stattfanden, errichtet und in Betrieb genommen. Die Pumpentechnik wurde dabei vom VEB Pumpenwerke Halle gestiftet. Im Überschwemmungsgebiet der Saale gelegen, stand die Antriebs- und Pumpentechnik im Laufe der Jahre zweimal vollständig unter Wasser, sodass ein Betrieb kaum mehr möglich war. Einer privaten Initiative (Freunde der Fontäne) gelang es zwischen 2007 und 2009, insgesamt etwa 250.000 € Sach- und Geldspenden zu sammeln, womit eine komplette Erneuerung der Technik möglich war. Seit 2009 ist die Fontäne wieder regelmäßig in Betrieb.
Die Wasserfontäne erreicht eine Höhe von 80 Metern bei einer Pumpenmotorleistung von 160 Kilowatt. Die Pumpenleistung beträgt bis zu 400 Kubikmetern pro Stunde, der maximale Druck 10 bar.
Das Wasserbecken – der Fontänenteich – ist künstlich angelegt (ehem. Lehmgrube der Ziegelei) und weist ein Fassungsvermögen von ca. 25.000 Kubikmetern sowie eine Fläche von ca. 1 ha auf. Er wurde wegen der vorherrschenden Windverhältnisse in Form einer Ellipse gestaltet.
Seit 2008 findet jährlich im September das von den „Freunden der Fontäne Halle“ organisierte Fontänefest auf der Ziegelwiese statt.
Siehe auch: Liste der Gewässer in Halle (Saale)